# 附果

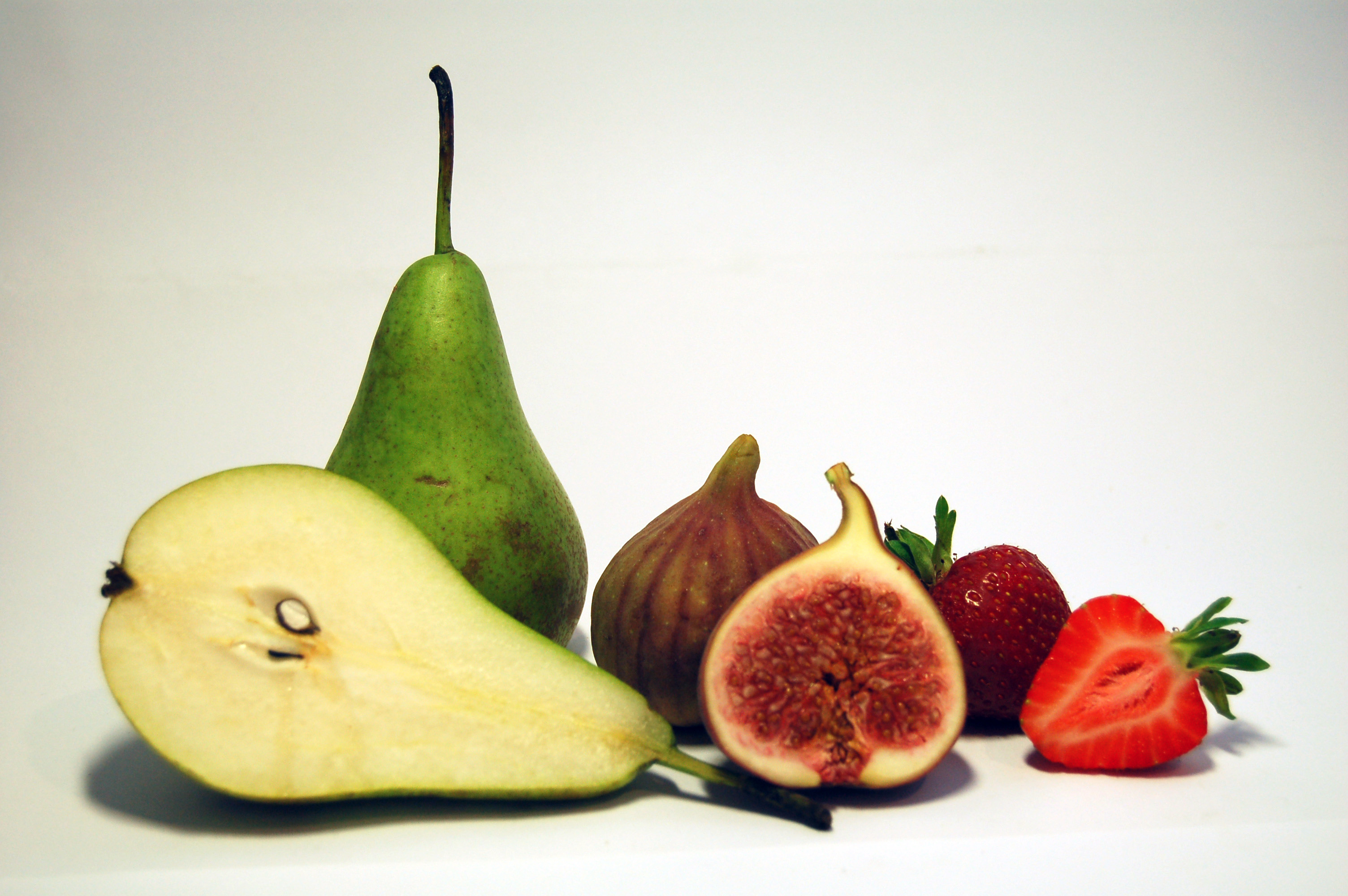
精选的附果（从左到右：梨、无花果和草莓）

附果（英語：accessory fruit）又称假果（false fruit），是一种含有来自除子房以外植物部位组织的果实，大部分由子房以外花的其他部分（如花被、花托）共同发育形成的果实。换句话说，果肉不是从花子房发育而来，而是从心皮外部的一些相邻组织（例如，从花托或萼片）发育而来。一般来说，附果是包括子房在内的几种花器官的组合。相比之下，真果完全由花的子房形成。
附果通常是不裂开的，这意味着它们成熟时不会裂开并释放种子。
相對於附果，一般的果实是花粉通过各种途径传播到雌花柱头上，这是传粉。花粉通过萌发花粉管深入子房胚囊让其受精。受精后通过一系列的发育，最终受精卵发育成种子，而子房发育成包裹种子的果实。

## 参看
- 複果
- 聚合果
- 聚花果